# ميل شيبارد

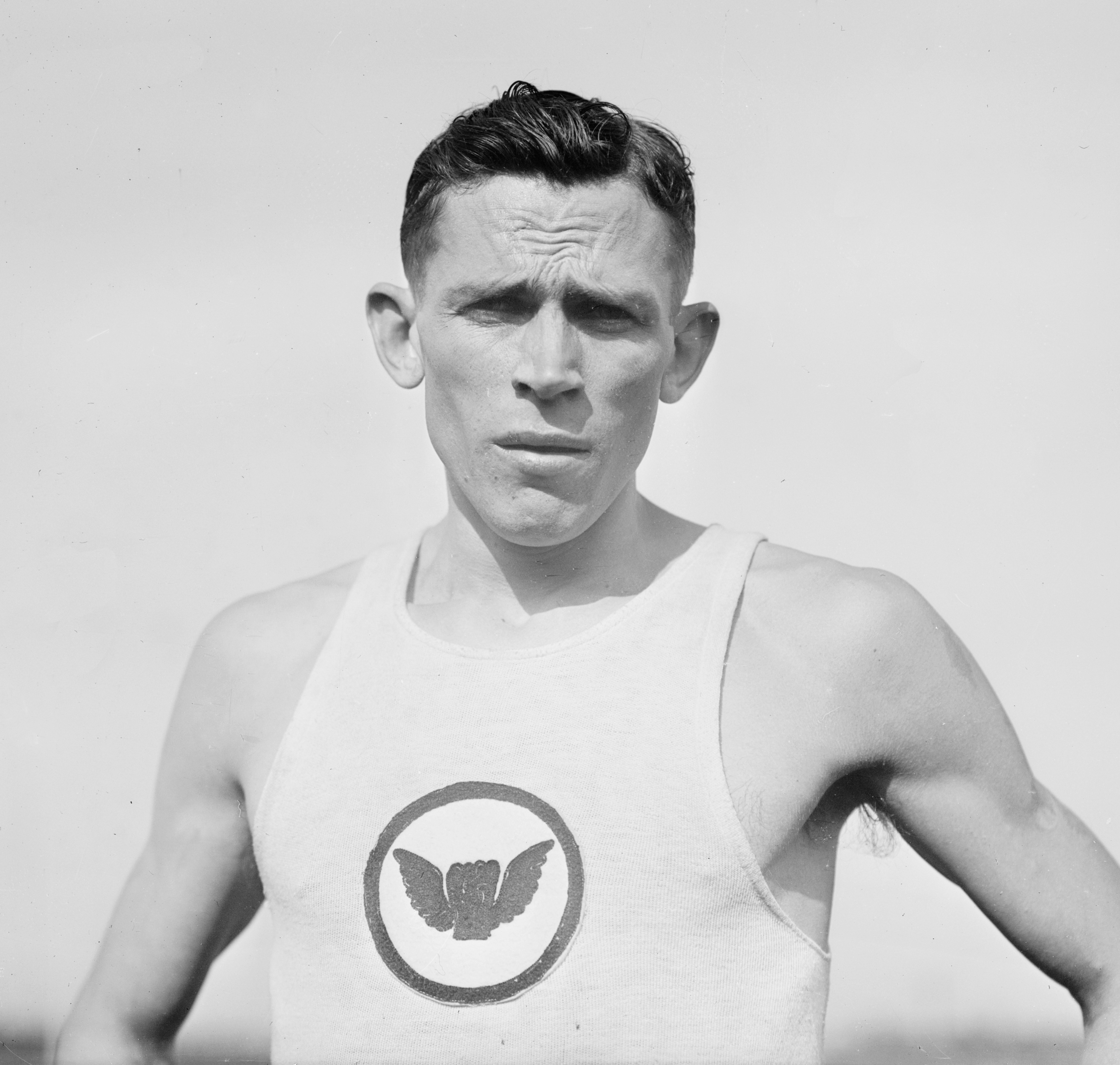
ميل شيبارد.

ميل شيبارد (بالإنجليزية: Mel Sheppard)‏ (Mel Sheppard) هو لاعب أولمبي لرياضة ألعاب القوى من الولايات المتحدة. شارك في الأولمبياد الصيفي في 1908–1912، وفاز بما مجموعه 5 ميداليات.

## الميداليات
| ذهب | فضة | برونز | المجموع |
| 4   | 1   | 0     | 5       |

## روابط خارجية
- ميل شيبارد على موقع الاتحاد الدولي لألعاب القوى (الإنجليزية)
- ميل شيبارد على موقع الاتحاد الأمريكي لسباقات المضمار والميدان، قاعة المشاهير (الإنجليزية)
- ميل شيبارد على موقع أوليمبيديا (الإنجليزية)